# Dean van Staden
Dean van Staden (Boksburg, 8 oktober 1964) is een Zuid-Afrikaans golfer die actief is op de Sunshine Tour.

## Loopbaan
Voordat van Staden een golfprofessional werd, in 1985, won hij enkele golftoernooien bij de amateurs. In 1985 maakte hij zijn debuut op de Southern Africa Tour (nu gekend als de Sunshine Tour).
In 1997 behaalde van Staden zijn eerste profzege op de Southern Africa Tour door de Vodacom Series van Free State te winnen.

## Prestaties

### Amateur
Zuid-Afrika
- 1984: Springbok
- 1985: South African Amateur Strokeplay Championship

### Professional
Sunshine Tour
| Nr. | Datum           | Toernooi                   | Score        | Score | Info  |
| --- | --------------- | -------------------------- | ------------ | ----- | ----- |
| 1   | 11 oktober 1997 | Vodacom Series: Free State | 67+69+69=205 | –11   | [ 1 ] |